# Legua
La legua (del latín loca) es una antigua unidad de longitud que expresa la distancia que una persona, a pie, puede caminar durante una hora; es decir, es una medida. Dado que recorre normalmente a pie una gama de distancias, la legua se mantiene en esa gama, pero según el tipo de terreno predominante en cada región o según la conveniencia estatal, la palabra legua abarca normalmente distancias que van de los 4 a los 7 km.

## Historia
Esta medida variaba según el uso que se le daba. Por ejemplo: la legua francesa medía 4,44 km (4440 m), la legua de posta medía 4 km (4000 m) y la legua marina 5,555 km (5555 m) (equivalentes a 1/20 de un grado de meridiano terrestre).
La legua se empleó en la antigua Roma, siendo equivalente a tres millas romanas; es decir, unos 4,435 km (4435 m). El origen de la milla está en la parasanga persa, que llegó a los romanos a través de los griegos.

## Legua castellana
La legua castellana legal (antigua) era una medida de longitud utilizada para establecer las dimensiones de predios y que se conoció como legal porque era utilizada en los tribunales. Se fijó originalmente en 5000 varas castellanas de Burgos, es decir, unas 2,6 millas romanas, 15 000 pies castellanos o 4190 metros. Siguió usándose de forma profusa mucho después de que la aboliera Felipe II en 1568, ordenando que se la sustituyese por la legua común o vulgar.
La legua común era una unidad itineraria que se utilizaba en las crónicas de las exploraciones y viajes terrestres. Era una medida muy imprecisa, ya que variaba con las circunstancias que rodeaban al viajero, tales como si iba a pie, a caballo, en mula, o en carruaje; si iba en grupo o con carga, así como también del tipo de terreno, los obstáculos y el clima. Quedó establecida por el uso en el siglo XVI en 20 000 pies castellanos; es decir, 5572,7 metros o 6666,66 varas castellanas. Sin embargo, la legua común variaba de modo notable según los distintos reinos españoles, e incluso según distintas provincias (por ejemplo de 7000 varas).
En un intento de unificar la legua en 1769 una real orden estableció marcar los caminos con los «leguarios», que señalaban las distancias a Madrid utilizando una legua de 8000 varas. El punto cero se estableció en la Puerta del Sol de Madrid, en donde se encuentra todavía. 
La legua de marina o geográfica utilizada por los cosmógrafos y pilotos de los siglos XVI y XVII era llamada de 17,5 al grado, es decir, de 17,5 leguas por grado de longitud del meridiano terrestre (que mide 111,1 km), o sea 6,35 km. Correspondía a 7604 varas o 22 812 pies. El rey Felipe V en una pragmática de 1718 ordenó que fuera utilizada en las escalas de los mapas. En la era de los descubrimientos también se emplearon las leguas de 18 al grado y 25 al grado que equivalían a 1/18 y 1/25 del grado del meridiano terrestre. Para facilitar los cálculos y unificar con los usos de Francia, Inglaterra y otros países, a fines del siglo XVII comenzó a utilizarse por los marinos de España la legua llamada 20 al grado (1/20 de grado de meridiano terrestre, es decir, 3 millas marinas, o 6666,66 varas) en sustitución de la de 17,5 al grado. En el siglo XVIII, el cartógrafo español Tomás López utilizaba la equivalencia legua de 20 al grado = 6626 varas, establecida por el almirante Antonio de Gaztañeta.
Carlos IV, por real orden de 26 de enero de 1801, estableció que la dimensión de la legua fuera de 20 000 pies, retornando a la legua común y dándole carácter legal (nueva legua legal). La legua marina de 20 al grado quedó así unificada con la legua terrestre y se utilizó en España hasta la adopción del sistema métrico decimal.

Para que la legua corresponda próximamente a lo que en toda España se ha llamado y llama legua (que es el camino que regularmente se anda en una hora) será dicha legua de veinte mil pies, la que se usará en todos los casos que se trate de ella, sean caminos Reales, en los Tribunales y fuera de ellos.

## Legua imperial
La legua imperial es la unidad más grande del Sistema Anglosajón de Unidades. Esta es la única legua que tiene una definición y equivalencia exactas, pues equivale cabalmente a 4,828032 kilómetros (4828,032 m).

### Equivalencias
- 3 millas
- 24 furlongs
- 240 cadenas
- 960 rods
- 5280 yardas
- 15 840 pies

## Leguas en uso
Sigue en uso de forma no oficial en algunas zonas de América Latina. La distancia exacta varía, no obstante, en distintos países.

### Argentina
Antes de la adopción del sistema métrico decimal se utilizaba comúnmente —aunque con variantes según la provincia— la legua de 40 cuadras, equivalente a 6000 varas. En 1857 la provincia de Buenos Aires adoptó la conversión de una vara igual a 0,866 metros, por lo que la legua equivalía a 5196 metros. En 1878 el Estado nacional adoptó la legua de 5000 metros.

### Chile
En Santiago, la capital chilena, el barrio de La Legua (ubicado en la comuna de San Joaquín) recibe su nombre por estar a aproximadamente 6 km (6000 m) de la Plaza de Armas de la ciudad, distancia equivalente a la medida de una legua.
En 1879 es publicado en el Boletín de la Guerra del Pacífico un Mapa topográfico de la altiplanicie central de Bolivia en que se da la regla de conversión con una legua castellana por 5569 metros o 6662 varas.

### Colombia
En Colombia, hasta mediados del siglo XIX se utilizó una versión de la legua llamada legua granadina, la cual equivalía a 5 km (5000 m).

### El Salvador
En El Salvador, el sistema métrico decimal, se hizo obligatorio por ley desde el 1 de enero de 1886, pero el público seguía usando las antiguas medidas españolas, con algunas variantes. Aún para 1892, se usaba la legua marina o geográfica española; para la misma época se reportaba que vulgarmente se le daba a una legua el equivalente de 6600 varas (5517.6 m) y en el país se usaba mucho la legua de 5000 varas (4180 m). En el sistema usado en el país tres millas componían una legua. Es de notar que por decreto del 14 de febrero de 1865, el valor de la vara se fijó en 0.836 metros, pero en la práctica se computaba a razón de 6 varas por 5 metros, es decir: una vara equivale a 0.834 metros.

### Guatemala
En Guatemala equivale a 5,572 km (5572 m). Sin embargo, en algunos municipios del área rural, las personas aún se refieren a la distancia de aproximadamente 4 kilómetros como legua.

### México
En algunas partes del México rural todavía se emplea la legua en el sentido original de distancia que se puede recorrer a pie en una hora. Por esto, una legua en una carretera buena supone una mayor distancia que una legua en un camino pedregoso, aunque tradicionalmente se establece en 4,19 km (4190 m).
Un caso interesante se da en la Península de Yucatán, donde en la cultura maya se empleaba el mecate o k'an para designar una medida de longitud de poco más de 20 metros la cual era empleada como patrón para medir los terrenos de las milpas. 20 «k'anes» equivalían a un nak y es probable que 20 «nakes» equivaliesen a un lub («sitio de descanso»). En época virreinal se tradujo «lub» como «legua» la cual equivaldría a 4 kilómetros, o sea, medio «lub» real, aunque es probable que originalmente los mayas emplearan su medida de manera libre al considerar el tramo caminado en cierto tiempo antes de tomarse un descanso, al igual como muchos consideran hoy «su legua».

### Paraguay
La legua equivale a 5 km (5000 m).

### Uruguay
En algunas áreas rurales del Uruguay una legua equivale a 40 cuadras, es decir, 5,1 km (5196 m).

## Uso en la actualidad
Es frecuente que se use la palabra legua, ya sea en sentido figurado («tal lugar está a un par de leguas» con el significado de: «está a una distancia ni próxima ni lejana, a la que se puede llegar en el día, aunque con fatiga»), o ya sea en el sentido «antiguo». Se usa la expresión «se ve a leguas», «se nota a leguas» o «a la legua» para indicar que algo es demasiado obvio a corta o larga distancia.